# Qualificazioni alla CONCACAF Gold Cup 2005
Sono elencate di seguito le date e i risultati per le qualificazioni al CONCACAF Gold Cup 2005.

## Formula
40 membri CONCACAF: 12 posti disponibili per la fase finale. Stati Uniti (come paese ospitante), Colombia (in qualità di ospite della manifestazione, affiliata alla CONMEBOL) e Sudafrica (in qualità di ospite della manifestazione, affiliata alla CAF) sono qualificati direttamente alla fase finale. Rimangono 39 squadre per nove posti disponibili per la fase finale. Le squadre e i posti disponibili sono suddivisi in tre zone di qualificazione: Nord America (2 posti), Centro America (4 posti), Caraibi (3 posti).
- Zona Nord America: 2 squadre, si qualificano di diritto alla fase finale.
- Zona Centro America: 7 squadre, partecipano alla Coppa delle nazioni UNCAF 2005, le prime quattro classificate si qualificano alla fase finale.
- Zona Caraibi: 30 squadre, partecipano alla Coppa dei Caraibi 2005, le prime tre classificate si qualificano alla fase finale.

## Zona Nord America
Canada e Messico si qualificano di diritto alla fase finale.

## Zona Centro America
La Coppa delle nazioni UNCAF 2005 mette in palio la qualificazione al torneo: Costa Rica (prima classificata), Honduras (seconda classificata), Guatemala (terza classificata) e Panama (quarta classificata) si qualificano alla fase finale.

## Zona Caraibi
La Coppa dei Caraibi 2005 mette in palio la qualificazione al torneo: Giamaica (prima classificata), Cuba (seconda classificata) e Trinidad e Tobago (terza classificata) si qualificano alla fase finale.